# Port lotniczy Limbang
Port lotniczy Limbang (IATA: LMN, ICAO: WBGJ) – port lotniczy położony 6 km od Limbang, w stanie Sarawak, w Malezji.